# Île-de-France Mobilités

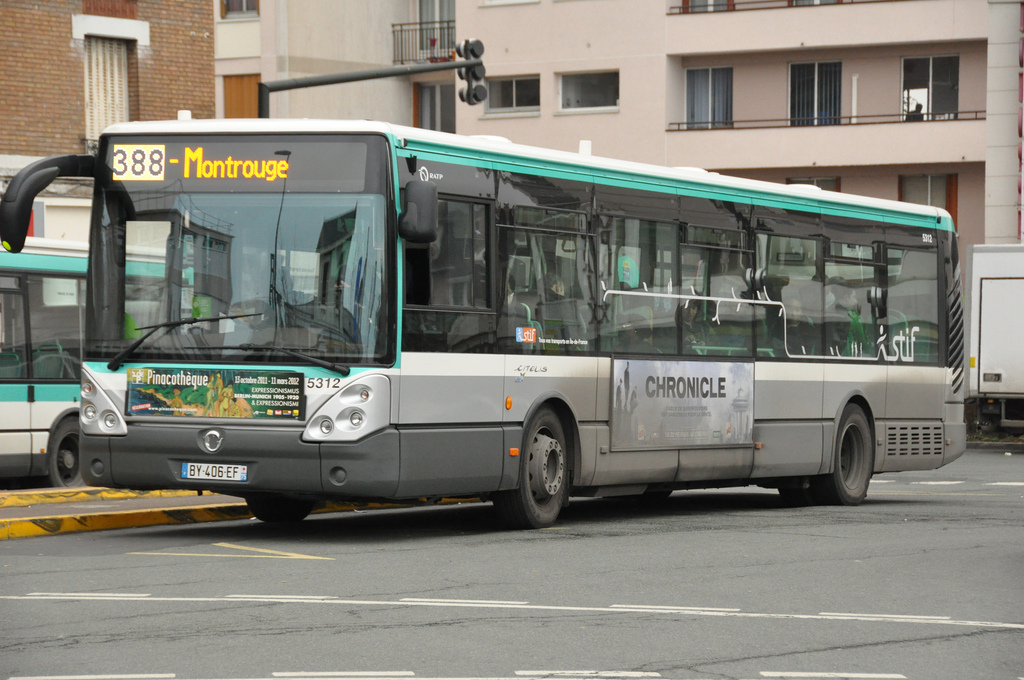
Bus van het STIF (2012)

Het Syndicat des transports d'Île-de-France, vaak afgekort als STIF, officieel sinds 2020 Île-de-France Mobilités (IDFM), is de vervoersautoriteit van de Franse regio Île-de-France. De leden van het STIF zijn de regionale raad van de regio Île-de-France, de departementele raden van de departementen in Île-de-France en de stad Parijs.
Het STIF organiseert, coördineert en financiert het openbaar vervoer in Île-de-France, dat wordt geëxploiteerd door de Régie Autonome des Transports Parisiens (RATP), SNCF Transilien en particuliere bedrijven die verenigd zijn in de Organisation professionnelle des transports d'Île-de-France (Optile).
Het STIF bepaalt de exploitatieregels, geeft de vervoersbewijzen uit en bepaalt de tarieven. Het definieert ook de hoeveelheid openbaar vervoer en de kwaliteit van de service  door middel van het tekenen van contracten met de verschillende vervoersbedrijven. Verder plant en financiert het STIF verschillende vervoersprojecten in de regio.
Het STIF is compleet onafhankelijk van de Franse overheid, maar ontvangt wel subsidie van de regionale overheden. De meeste inkomsten komen echter van de Versement transport, een belasting voor bedrijven met 9 of meer werknemers, die wordt ingehouden op het aan salaris uit te keren bedrag. Naarmate men dichter bij Parijs komt, loopt het percentage ingehouden loon op van 1,4% tot 2,6%. 
Het STIF keert per jaar ongeveer 4 miljard uit aan subsidies voor het openbaar vervoer, en is daarmee de belangrijkste financier van het openbaar vervoer in Île-de-France.